# Зипуново
Зипуново — село в Пермском крае России. Входит в Чайковский городской округ.

## География
Село расположено на реке Бурёнка (приток реки Пизь), примерно в 37 км к юго-востоку от города Чайковского.

## История
Населённый пункт известен с 1795 года как деревня Мещерякова (в ней жили Мещеряковы). В 1816 году — «починок Мещеряков, Зипунов тож». Селом Зипуново официально раньше никогда не было. В 1930 году был образован колхоз им. Сталина, который 30 ноября 1950 года был укрупнён, а в январе 1959 года влился в состав сельхозартели «За мир». С 1963 года существовал колхоз «Октябрь». 12 августа 1965 года образован совхоз «Некрасовский».
Зипуново до декабря 2004 года являлось административным центром Зипуновского сельского совета, с декабря 2004 до весны 2018 гг. — административным центром Зипуновского сельского поселения Чайковского муниципального района.

## Население
| 2010 |
| ---- |
| 568  |

## Улицы
В селе имеются улицы:
- Зелёная ул.
- Молодёжная ул.
- Новая ул.
- Центральная ул.